# 對話：一份摩門思想期刊

《對話: 一份摩門思想期刊》2006年卷39第2號（夏季）刊封面

《對話: 一份摩門思想期刊》（英語：Dialogue: A Journal of Mormon Thought）是一份討論關於「摩門思想」許多方面的獨立的季刊。 這份期刊出版經過學界同儕檢視過的學術性文章，也有部分空間留給小說、個人議論文、詩和藝術圖像。學術文章包括從人類學、社會學到神學、歷史和科學等等全方位的主題。《對話》期刊的作者包含從摩門教和非摩門教雙方對摩門研究有興趣的學者。 Douglas Davies 和 Jan Shipps 是其中非摩門教陣營的兩位學者，而從摩門教陣營來的學者則包括 Eugene England、Richard Bushman、Claudia Bushman、Gregory Prince 和 Mary Lythgoe Bradford。

## 歷史
《對話: 一份摩門思想期刊》是在摩門學習中歷史最悠久的獨立期刊。它本來是為了在美國史丹福大學的一群由 Eugene England 和 G. Wesley Johnson 領導的年輕的摩門學習學者們而創立的。它原來的辦公室就在史丹福大學內。
出刊的第一期是在1966年春天，在創刊後的前幾年內它的編輯部內出了數位後來在耶穌基督後期聖徒教會內知名的學者，如 Richard Lyman Bushman（理查·莱曼·布希曼）、Chase Peterson、Stan Cazier、Dallin H. Oaks、Cherry Silver 和 Laurel Thatcher Ulrich。《對話》向來以刊出如 Armand Mauss、休·尼布理、Lester Bush 和 D. Michael Quinn 等人的突破性的文章知名。創立之始的兩位主要贊助人和顧問是美國猶他大學的後期聖徒研究所的 Lowell L. Bennion 和後來成為耶穌基督後期聖徒教會官方歷史家的 Leonard J. Arrington。即使擁有教會的支持，因者忠實的讀者和捐助者的熱心《對話》得以依然保持了它完整的獨立性。
創辦者和接下來的編輯部主要是由學者和參與耶穌基督後期聖徒教會的世俗作者所組成的。《對話》一直是關於耶穌基督後期聖徒教會裡最困難也最具爭議性的議題的主要討論場地。這些議題包括種族主義（見黑人與摩門主義）、婦女地位、宗教與政治、一夫多妻制度的歷史（見斯密約瑟和複婚制度）、摩門信仰和共濟會的關係，《摩門經》、斯密約瑟的職業以及許多有潛在困難且具有爭議性的主題。《對話》努力不斷地保持誠實的態度以及在這些爭議性的主題中保持編輯的平衡，至今已經維持了編輯的獨立性並建立它在摩門學習中領先的學術期刊，領著摩門學習成為在數間大學中的一個主要學術領域。
摩門歷史協會（英文：Mormon History Association，簡寫：MHA）於1966年創立。在它創立的最初6年多裡，摩門歷史協會會友將他們關於摩門主義的文章發表在《對話》裡。摩門歷史協會後來創立了《摩門歷史期刊》，從那之後，《對話》與《摩門歷史期刊》成為兩個主要關於摩門主義的學術研究發表園地。由楊百翰大學贊助的《楊百翰大學學習》則是另外一份摩門學習的重要期刊。《楊百翰大學學習》與《太陽石雜誌》都是像《對話: 一份摩門思想期刊》一樣，包含了摩門學習中廣泛主題的文章。
關於《對話》更多歷史的資訊，請見 Devery S. Anderson 所著的三個關於從它的1965年到1987年的歷史的文章：
- 《A History of Dialogue, Part One: The Early Years, 1965-1971（對話的歷史，第一部：早年，1965年至1971年）》，刊於《對話: 一份摩門思想期刊》1999年卷32第2號（夏季）刊第15-67頁
- 《A History of Dialogue, Part Two: Struggle toward Maturity, 1971-1982（對話的歷史，第二部：掙扎著成熟，1971年至1982年）》，刊於《對話: 一份摩門思想期刊》2000年卷33第2號（夏季）刊第1-96頁 （页面存档备份，存于）
- 《A History of Dialogue, Part Three: "Coming of Age" in Utah, 1982-1987（對話的歷史，第三部：在猶他「來臨的世代」，1982年至1987年）》，刊於《對話: 一份摩門思想期刊》2002年卷35第2號（夏季）刊第1-71頁 （页面存档备份，存于）
- Ralph W. Hansen 的《Letter to Editor (responding to Devery’s 1st Dialogue history article and recounting Hansen’s 10 years of participation in Dialogue)（致編輯：回應 Devery 的第一個「對話」的文章和從新估量 Hansen 在參與「對話」的前十年）》，刊於《對話: 一份摩門思想期刊》1999年卷32第4號（冬季）刊第iv-vi頁 （页面存档备份，存于）

## 《對話》主編
- （1966年至197x年）：Eugene England 和 G. Wesley Johnson
- （197x年至197x年）：Robert A. Rees
- （197x年至197x年）：Mary Lythgoe Bradford
- （19xx年至19xx年）：Linda King Newell 和 L. Jackson Newell
- （19xx年至19xx年）：F. Ross Peterson 和 Mary Kay Peterson
- （19xx年至19xx年）：Martha Sonntag Bradley 和 Allen D. Roberts
- （19xx年至19xx年）：Neal Chandler 和 Rebecca Worthen Chandler
- （200x年至200x年）：Karen Marguerite Moloney
- （200x年至今）：Levi S. Peterson

## 網際網路上的《對話》
在2005年《對話》的幾個編輯和董事會的成員將他們的觸角深入 Bloggernacle，參與 （页面存档备份，存于） By Common Consent （页面存档备份，存于） 作為長期客座供稿者。在2006年初《對話》在其網站 Dialoguejournal.com （页面存档备份，存于） 推出無紙《對話》和書評。裡面的 e-Papers（電子文章）區主要是「以夠資格作為文章的數位文件來補充印出的期刊．．．適當地審閱編輯且迄今未出版完整的文件」。早期的電子文章包括 D. Michael Quinn 所寫的《Joseph Smith's Experience of a Methodist “Camp-Meeting” in 1820（斯密約瑟在衛理公會1820年的「露營聚會」的經驗）》以及其他作者對於「評論和捍衛《摩門經》中的語句交錯排列」的文章。

## 《對話》的訂閱者和讀者
《對話》在2005年收到了1332份訂閱者調查回應單，統計後得到了下列數字：
- 回應者地理分布：美國猶他州(33%)、美國加州(17%)、美國從落磯山到西海岸的其他西部州份(19%)、美國東北部(10-12%)、其他地區(20%)。不到1%不在美國。因者網路線上訂閱國際讀者可能更多。
- 回應者最高學歷：博士(40%)、碩士(31%)、學士(21%)，沒有大學學歷(7%)。
- 固定每週參加崇拜聚會(66%)、固定大部分週數參加崇拜聚會(12%)。
- 是返鄉傳教士的讀者(59%)。
- 有同時訂閱或閱讀其他關於摩門教的出版品的讀者：《BYU Studies（楊百翰大學學習）》(29%)、《旌旗》(66%)、《FARMS Review of Books（古代研究和摩門探究基金會書評）》(13%)、《John Whitmer Historical Association Journal（惠特茂約翰歷史協會期刊）》(9%)，《Irreantum（溢利安頓）》（AML 期刊）(10%)、《Journal of Book of Mormon Studies（摩門經學習期刊）》(17%)、《Journal of Mormon History（摩門歷史期刊）》(25%)、《太陽石雜誌]]》(68%)、《Utah Historical Quarterly（猶他歷史季刊）》(13%)。
- 現在是耶穌基督後期聖徒教會會友(90%)，已經離開耶穌基督後期聖徒教會(6%)。這些離開耶穌基督後期聖徒教會的大多數加入其他基督教宗派。
- 認為「強烈認同」(32%)或「有些認同」(49%)《對話》的供稿者的文章對他們個人靈性或宗教上的豐富有助益的共81%。
- 不論在任何一方面只要有一方面認為《摩門經》是真實的回應者(84%)。在這些認為《摩門經》是真確的是：如照著歷史紀錄字面上的真確(~40%)、神學和道德性上地真確但是有歷史性的懷疑(24%)、道德上肯定但是歷史性和從神而來的來源值得懷疑(12%)、19世紀文學作品(14%)。
- 認為現在主要的內容和社論是「客觀」和「獨立」的(68%)，認為內容是負面和過度批評的(9%)、認為內容溫和且批判不足的(8%)，認為內容是否客觀獨立是要看討論的主題的(13%)

## 《對話》的數位收藏計劃
《對話》於2004年開始與美國猶他州的猶他大學裡的 J. Willard Marriott 圖書館合作將過去（從1966年至今）的《對話》掃描數位化。該圖書館的 （页面存档备份，存于） 現在以PDF和可搜尋的文字模式服務供應數位化的文件。這個數位收藏現在也收藏 《對話》網站 （页面存档备份，存于） 的鏡像。
在2005年的 Association for Mormon Letters（摩門信函協會）年度研討會中，該協會致贈「摩門文藝學習的特別獎」給《對話》，其致證詞中文譯文下：
自從1966年創立開始，《對話: 一份摩門思想期刊》便成為摩門學習的學術界的中心點。《對話》出版了數百首詩、短文、個人論文以及批判性文章而提升了摩門藝術和文學。即便如此，向大多數的期刊一樣，《對話》裡面的寶藏卻只有最近一兩期是大眾可以閱讀到的。．．．將近40年的過去的發行刊（這個有發展性的摩門學習期刊的所有發行刊）現在已經完全地數位化並且讓大眾可以免費閱讀。．．．如果不是一個學術機構致力於維持它的易取讀性和永久保存，這份收集將不會是那麼的有價值或那麼的保全給將來的世代。摩門信函協會稱讚猶他大學的 J. Willard Marriott 圖書館 （页面存档备份，存于） 在提供它的數位收藏一個永久的家。更延伸這個稱讚給這大學在致力於維持和批判評論摩門藝術和文學。

### 引用
1. ↑  Bergera, Gary James. . Salt Lake Tribune（鹽湖論壇報）. 2006-09-08  [2006-09-12]. （原始内容存档于2007-02-09）.（註：Salt Lake Tribune（鹽湖論壇報）在刊出後60日後會將文章移入讀者付費的區域）
2. ↑  在《對話》網站上的調查統計結果[永久]
3. ↑  英文原文：Since its inception in 1966, Dialogue: A Journal of Mormon Thought has served as a central point for academic studies of Mormonism. Dialogue has promoted Mormon arts and letters by publishing hundreds of poems, short stories, personal essays, and articles of criticism. However, like many periodicals, Dialogue's treasures have generally remained only as accessible as the most recent issue or two. ...Nearly 40 years of back issues-the entire run of this seminal periodical for Mormon studies-have now been completely digitized and made accessible to the public free of charge...This collection would not be as valuable or secure for future generations were it not hosted by an academic institution committed to maintaining the accessibility and permanence of this collection. The Association for Mormon Letters commends the J. Willard Marriott Library （页面存档备份，存于） of the University of Utah for providing a permanent home to this vital digital  collection, and by extension, for the university's commitment to the sustained and critical assessment of Mormon arts and letters.

### 报刊文章
- Carrie A. Moore 著《Dialogue Journal Celebrating 40 Years（對話期刊慶祝四十週年）》，刊於《Deseret Morning News（底沙雷特早報）》2006年9月22日。
- Gary James Bergera 著《Four decades of independent Mormon thought （页面存档备份，存于）》，刊於《Salt Lake Tribune（鹽湖論壇報）》2006年9月10日

## 外部連結
- 《對話: 一份摩門思想期刊》官方網站 （页面存档备份，存于）
- 美國猶他大學的 Marriott 圖書館收集超過40年的《對話: 一份摩門思想期刊》的數位典藏 （页面存档备份，存于）
- 摩門歷史協會網站 （页面存档备份，存于）